# Isla Padang
Isla Padang (en Indonesio: Pulau Padang) Es una isla de Indonesia en la costa este de Sumatra, localizada en el estrecho de Malaca.
Con una superficie de unos 1109 km² es la tercera isla más grande de su grupo tras las islas Rantau y Rupat, de las que está separada por solo unos pocos kilómetros de ancho. Padang se encuentra al oeste de Sumatra, teniendo a la isla Merbau al sureste y a las islas Rantau y Bengkalis al norte. La isla de Padang en dirección de norte a sur, posee hasta 60 km, y 29 km de ancho y es de superficie llana por completo.
Administrativamente, la isla pertenece a la regencia de Padang (Kabupaten) de la provincia de Riau, tiene 47.370 habitantes (2007). Los 15 pueblos están situados cerca de la costa. El capital es Belitung Teluk.